# Joany Badenhorst
Joany Badenhorst (née le 10 août 1994 à Harrismith (Afrique du Sud)) est une snowboardeuse handisport australienne.

## Biographie
Elle est désignée porte-drapeau pour la cérémonie d'ouverture des Jeux paralympiques d'hiver de 2018.

## Palmarès

### Jeux paralympiques d'hiver
- Jeux paralympiques d'hiver de 2018
- Jeux paralympiques d'hiver de 2014
  - DNS en Snowboard Cross